# Enxaqueca menstrual
Enxaqueca menstrual (também conhecida como enxaqueca catamenial) é o termo usado para descrever tanto as enxaquecas menstruais verdadeiras quanto as enxaquecas relacionadas a menstruação. Cerca de 7%-14% das mulheres têm enxaquecas apenas no momento da menstruação. Essas são chamadas de enxaquecas menstruais verdadeiras. A maioria das mulheres que sofrem de enxaqueca experienciam ataques de enxaqueca por todo o ciclo menstrual com um número elevado no período pré-menstrual, essas são chamadas de enxaquecas relacionadas a menstruação ou provocadas pela menstruação.
Costumava-se acreditar que tratamentos para a enxaqueca funcionariam para a enxaqueca menstrual, mas isso não se provou ser o caso. Enxaquecas menstruais são mais difíceis de tratar. Por causa disso, as enxaquecas menstruais são agora consideradas um distúrbio médico separado da enxaqueca. Em 2008, foi dado um código CID-9 (346.4-346.43) próprio para a enxaqueca menstrual, o que a separa de outros tipos de enxaqueca.
Cerca de 40% das mulheres e 20% dos homens vão ter uma enxaqueca em algum momento de suas vidas. A maioria destas pessoas vão experienciar sua primeira enxaqueca antes dos 35 anos de idade. Enxaquecas relacionadas a menstruação acontecem em mais de 50% das mulheres que sofrem de enxaqueca. Ataques de enxaqueca menstrual geralmente duram mais do que outros ataques de enxaqueca, e tratamentos de curto não funcionam tão bem com a enxaqueca menstrual como com outros tipos de enxaqueca. Elas normalmente são enxaquecas sem aura, mas em 2012 um caso de enxaqueca menstrual com aura foi registrado, então é uma possibilidade. Auras são um tipo de condição que afeta certas partes do cérebro, normalmente as partes que controlam a visão, mas também podem afetar as áreas do cérebro que controlam outros sentidos como o tato, função motora (partes móveis do corpo) e partes do cérebro que controlam a fala.

## Sinais e sintomas

### Sintomas de alerta

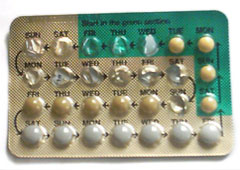
Esta é uma cartela de pílulas anticoncepcionais Levlen®ED. Essas pílulas contêm etinilestradiol, um potente estrogênio sintético. A interrupção do uso da pílula pode causar queda nos níveis de estrogênio da mulher; isso pode causar enxaqueca menstrual em algumas mulheres.

Os sintomas de alerta, geralmente ocorrem antes de uma crise de enxaqueca. Isso inclui:
- Sonolência
- Fadiga
- Depressão (se sentir triste), euforia (se sentir muito feliz) ou irritabilidade
- Inquietação
- Bocejo excessivo
- Desejos por comida, especialmente por alimentos salgados e doces, ou perca de apetite
- Aumento da sede
- Diarreia
- Náusea
- Inchaço, o corpo retém muita água
- Rigidez no pescoço
- Tontura
- Dor uterina e cólica

### Dor de cabeça
Uma dor de cabeça pulsante com dor em um lado da cabeça (unilateral). A dor frequentemente se move de um lado da cabeça para o outro.

### Condições associadas
Frequentemente, ter uma condição médica faz com que a pessoa também tenha um ou mais outros distúrbios médicos e psiquiátricos. Esses outros distúrbios são as “transtornos comórbidos” ou “comorbidades”. Existem várias condições comórbidas médicas e psiquiátricas associadas às enxaquecas. O tratamento e prognostico (se uma doença melhora, piora ou continua igual com o tempo) da enxaqueca é afetada pelos transtornos comórbidos que podem estar presentes e/ou a chance de adquirir outros transtornos comórbidos.
- Asma – Asma pré-menstrual (em inglês, Premenstrual asthma ou PMA): Se dá quando os sintomas da asma se agravam durante o período pré-menstrual. Essa condição pode afetar até 40% das mulheres com asma. Para o diagnóstico da asma pré-menstrual ser feito, é necessário ter um histórico detalhado do cronograma dos ciclos menstruais junto com os sintomas de asma experienciados, e o pico do fluxo expiratório (PMA pode fazer com que esse fluxo diminua durante o período pré-menstrual).[11][12]
- Síndrome de Raynaud: Essa é uma síndrome circulatória m que as artérias menores que provém sangue para as extremidades – mais frequentemente as mãos, mas também pode afetar os dedos dos pés, a ponta do nariz e as orelhas – se tornam mais finas, reduzindo o fluxo de sangue. Isso faz com que as extremidades fiquem dormentes e mais frias do que a temperatura do corpo. Pode ser provocada por exposição ao estresse e ao frio.[13][14]
- Epilepsia
- Fibromialgia

É associada a certas de condições de saúde mental, incluindo:
- Transtorno depressivo maior
- Ansiedade
- Transtorno bipolar

## Causas
A causa exata das enxaquecas menstruais não é conhecida, mas existe uma relação entre níveis decadentes do hormônio feminino estrogênio e o início de um ataque de enxaqueca. O nível de estrogênio após o sangramento ocorrer durante o ciclo menstrual ou quando fontes externas de estrogênio não são mais introduzidas, como quando uma mulher para de tomar pílulas anticoncepcionais ou pílulas hormonais em uma terapia de reposição hormonal. 

## Diagnóstico
O diagnóstico da enxaqueca menstrual é feito a partir do monitoramento de quando as enxaquecas ocorrem por um período de pelo menos três meses. Ataques de enxaqueca relacionados a menstruação geralmente ocorrem entre dois dias antes e três dias depois do início da menstruação, em pelo menos dois de três ciclos seguidos. Enxaqueca menstrual verdadeira e enxaqueca relacionada a menstruação são ambas enxaquecas sem aura, com um caso excepcionalmente raro de enxaqueca menstrual com aura registrado em 2012.
A Ferramenta de Avaliação de Enxaqueca Menstrual (do original em inglês, Menstrual Migraine Assessment Tool ou MMAT) é um questionário simples com três questões que teem demonstrado ser bastante preciso no diagnóstico de enxaqueca menstrual. As três questões são: 
1. As enxaquecas ocorrem no período de dois dias antes do começo da menstruação até o terceiro dia após o início da menstruação? E isso ocorre na maioria dos meses?
2. As enxaquecas que ocorrem nesse período se tornam muito intensas?
3. A mulher sofre de fotofobia (quando uma condição médica faz com que a luz irrite os olhos)?

A resposta para a primeira pergunta deve ser positiva, e pelo menos uma das outras duas perguntas deve ter uma resposta positiva também.
Para acompanhar a época do mês em que as enxaquecas ocorrem, é útil usar um diário de dores de cabeça. A pessoa usa o diário para anotar informações sobre suas dores de cabeça, como quando começaram, que tipo de sintomas apresentaram, a intensidade da dor etc.

## Prevenção

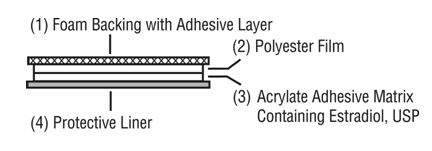
Um adesivo transdérmico de estradiol. Estradiol é um dos três tipos de estrogênio. Este adesivo é colocado na pele e o estradiol entra no corpo através da pele.

Existem tratamentos que podem diminuir a intensidade ou a frequência das enxaquecas menstruais. Tratamentos preventivos para a enxaqueca menstrual tem que ser testados por pelo menos três ciclos menstruais para determinar sua eficácia.
Medicamentos usados podem incluir:
- AINEs (anti-inflamatório não esteroide) como o Naproxeno[17]
- Betabloqueadores como o propranolol, nadolol, atenolol, e o metoprolol[18]
- Antidepressivos tricíclicos e outros tipos de medicações antidepressivas são frequentemente utilizados para prevenção de enxaqueca. Essas incluem Amitriptilina, Nortriptilina e doxepina.
- Uso profilático de contraceptivos que contém estrogênio.[19]

## Tratamento
Tratamentos agudos (tratamentos de curto prazo) incluem medicamentos anti-inflamatórios não esteroides (AINEs), triptanos como o Frovatriptan, ergotaminas que são um tipo de droga feito de um fungo chamado ergot, e adesivos transdérmicos de estrogênio, que são adesivos usados na pele que tem estrogênio neles que entram no corpo através da pele e então na corrente sanguínea.